# Hemiandrus similis
Hemiandrus similis is een rechtvleugelig insect uit de familie Anostostomatidae. De wetenschappelijke naam van deze soort is voor het eerst geldig gepubliceerd in 1938 door Ander.